# Nassarius modestus
Nassarius modestus is een slakkensoort uit de familie van de Nassariidae. De wetenschappelijke naam van de soort is voor het eerst geldig gepubliceerd in 1909 door Milaschewitsch.